# تشاه زرد (علي أباد ملك)
تشاه زرد (بالإنجليزية: Chah Zard, Fars)‏ هي منطقة سكنية تقع في إيران في قسم علي أباد ملك الريفي.